# Hans Hablitzel
Hans Hablitzel (* 20. April 1945 in Kronach; † 10. August 2022 in Rödental) war ein deutscher Verwaltungsjurist sowie Arbeits-, Sozialrechtler sowie Kulturverwaltungsrechtler.

## Leben
Hans Hablitzel studierte Philosophie, Rechts- und Staatswissenschaften sowie Psychologie, Bildungs- und Sozialwissenschaften an den Universitäten in Würzburg, Tübingen, Heidelberg und Bonn. 1968 absolvierte er mit Prädikat seine erste Staatsprüfung. Er war anschließend Rechtsreferendar und gleichzeitig Assistent an der Juristischen Fakultät der Würzburger Universität. An der Julius-Maximilians-Universität Würzburg wurde er 1970 mit einer Arbeit über das kollektive Arbeitsrecht bei Günther Küchenhoff zum Dr. iur. utr. 1972 erfolgte das Assessorexamen. 1987 wurde er an der Rheinischen Friedrich-Wilhelms-Universität Bonn mit einer Arbeit über den französischen Philosophen Jean-Marie Guyau zum Dr. phil. promoviert.
Nach seinem Studium trat er 1972 in den Staatsdienst ein und war zunächst im Bayerischen Staatsministerium für Wirtschaft, Verkehr, Infrastruktur und Technologie tätig. 1983 wechselte er ins Bayerische Wirtschaftsministerium, zuletzt als Ministerialrat in den Bereichen Aus- und Weiterbildung sowie Rechtsaufsicht über die Kammern der gewerblichen Wirtschaft. Hans Hablitzel gilt als Vater des Aufstiegsfortbildungsförderungsgesetz (AFBG), eher bekannt unter „Meister-BAföG“.
Hans Hablitzel lehrte als Honorarprofessor an der Katholischen Universität Eichstätt-Ingolstadt. Seine wissenschaftlichen Schwerpunkte umfassten die Bereiche des Staats- und Verwaltungsrechts, das Arbeitsrecht bis hin zu Philosophie und Wissenschaftsgeschichte. 1993 erfolgte die Ernennung zum Honorarprofessor an der KU Eichstätt. Seit 1989 lehrt er zudem im Lehr- und Forschungsbereich der Philosophie und Humanontogenetik der Humboldt-Universität zu Berlin.
Hablitzel, Mitglied der katholischen Studentenverbindung K.D.St.V. Cheruscia Würzburg im CV seit 1964, war im WS 1967/68 Präsident des Studentenparlaments der Würzburger Universität sowie studentisches Mitglied des Senates der Universität. Auf seine Initiative hin, wurde 1968 die "Würzburger Studentenunion" (WSU) gegründet. Diese Liste der korporierten Studentenschaft Würzburgs erzielte bei den Hochschulwahlen im SS 1968 auf Anhieb neun von 21 Sitzen.
Er war Initiator einer Briefmarke zum 200. Geburtstag von Johann Kaspar Zeuß, die die irische Postverwaltung herausgab.

## Schriften
- Hans Hablitzel: Verbands- und Betriebsratskompetenzen für rechtsetzende Vereinbarungen im Arbeitsrecht, Würzburg 1970
- Hans Hablitzel, Michael Wollenschläger: Recht und Staat, Festschrift für Günther Küchenhoff zum 65. Geburtstag, Duncker & Humblot Berlin 1972, ISBN 3-428-02769-8
- Hans Hablitzel: Johann Kaspar Zeuss. Begründer der Keltologie und Historiker aus Vogtendorf/Oberfranken 1806-1856, 1987, ISBN 3-891-76003-5
- Hans Hablitzel (Hrsg.), Frank Naumann (Hrsg.), Jean-Marie Guyau (Autor): Die Entstehung des Zeitbegriffs, Junghans Cuxhaven 1993, ISBN 3-926848-29-4
- Hans Hablitzel: Subsidiaritätsprinzip und Bildungskompetenzen im Vertrag über die Europäische Union, Pustet Regensburg 1994, ISBN 3-791-71450-3
- Margret Fell, Hans Hablitzel, Michael Wollenschläger (Hrsgg.): Erziehung. Bildung. Recht. Festschrift für Philipp Eggers zum 65. Geburtstag, Duncker & Humblot Berlin 1994, ISBN 3-428-08069-6
- Hans Hablitzel, Ulrich Becker, Eckhard Kreßel: Migration, Beschäftigung und soziale Sicherheit., Bwv – Berliner Wissenschafts-Verlag 2007, ISBN 3-830-51454-9
- Hans Hablitzel, David Stifter: Keltische Forschungen, Praesens Verlag 2007, ISBN 3-706-90421-7